# Merantau
Merantau – indonezyjski film akcji z 2009 roku w reżyserii Garetha Evansa, który również był autorem scenariusza oraz montażystą obrazu. Światowa premiera odbyła się 6 sierpnia 2009 roku. W rolach głównych wystąpili Iko Uwais, Sisca Jessica, Christine Hakim, Donny Alamsyah, Yusuf Aulia czy Laurent Buson, a także inni. Film otrzymał nagrodę Jury Award w kategorii najlepszy film na festiwalu ActionFest w 2010 roku.
Zdjęcia do filmu powstały w Dżakarcie i na Sumatrze (Indonezja). 

## Fabuła
Źródło.
Bohaterem filmu jest młody chłopak Yuda (Iko Uwais), dobrze wyszkolony w sztuce walk Silat Harimau. Mieszka w Minangkabau w zachodniej Sumatrze. Jego zadaniem będzie pomyślnie przejść przez rytuał „Merantau”, który przechodzi każdy chłopiec z jego wioski. Wyrusza zatem do Dżakarty. Tam poznaje dziewczynę imieniem Astri (Sisca Jessica), którą ratuje przed handlarzami kobiet. Owym przywódcą grupy przestępczej jest Ratger (Mads Koudal), który po przegranym starciu z głównym bohaterem żądny jest zemsty.

## Obsada
- Iko Uwais jako Yuda
- Sisca Jessica jako Astri
- Christine Hakim jako Wulan
- Mads Koudal jako Ratger
- Yusuf Aulia jako Adit
- Alex Abbad jako Johni
- Yayan Ruhian jako Eric
- Laurent Buson jako Luc
- Donny Alamsyah jako Yayan